# 哈迪斯蒂鳗属
蒙大拿哈迪斯蒂鰻是一種已滅絕的七鰓鰻，生存於石炭紀時期，化石發現於美國蒙大拿州的熊谷石灰岩礦床。